# Driebandkoraalvlinder
Chaetodon trifasciatus is een straalvinnige vissensoort uit de familie van koraalvlinders (Chaetodontidae). De wetenschappelijke naam van de soort is voor het eerst geldig gepubliceerd in 1797 door Park.
De soort staat op de Rode Lijst van de IUCN als niet bedreigd, beoordelingsjaar 2009.